# Lonzée
Lonzée (wa. Lonzêye) – dzielnica (section) miasta Gembloux w Belgii, w Regionie Walońskim, w prowincji Namur, w okręgu Namur. 1 stycznia 2020 roku liczyła 1885 mieszkańców. Do 31 grudnia 1964 r. samodzielna gmina.  

## Demografia
Liczba mieszkańców, stan na 1 stycznia:
| Rok                | 1930 | 1947 | 1961 | 2020 |
| ------------------ | ---- | ---- | ---- | ---- |
| Liczba mieszkańców | 1525 | 1448 | 1474 | 1885 |